# Heeresgruppe E
Die Heeresgruppe E war ein Großverband des Heeres der Wehrmacht während des Zweiten Weltkrieges.

## Geschichte

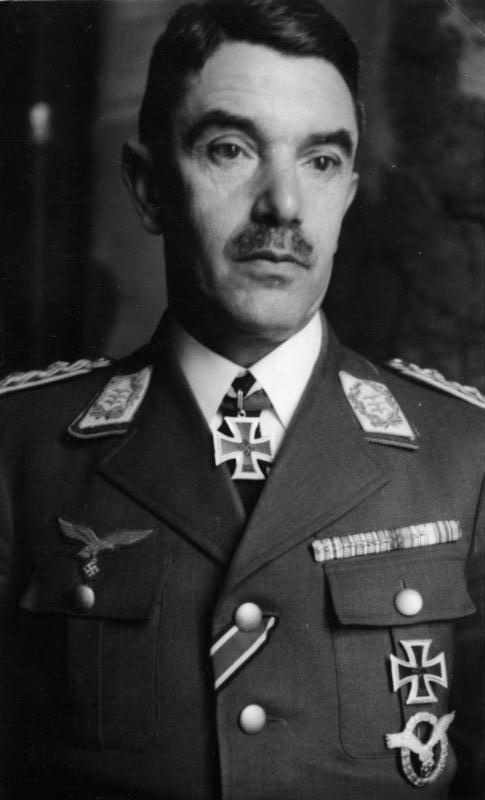
Generaloberst Alexander Löhr war von 1943 bis 1945 Oberbefehlshaber der Heeresgruppe E

Die Heeresgruppe E wurde am 1. Januar 1943 aus dem Armeeoberkommando 12 aufgestellt, ihr Oberbefehlshaber fungierte bis zum August 1943 zugleich als „Oberbefehlshaber Südost“. Die Heeresgruppe E war bei ihrer Aufstellung über den Mittelmeerraum und den Balkan verteilt und hatte Einheiten in Kreta, Serbien und dem Unabhängigen Staat Kroatien. Dabei kämpfte sie sowohl in Griechenland als auch in Jugoslawien gegen Partisanen.
Nach der Bildung der Heeresgruppe F im August 1943 wurde die Heeresgruppe E dieser unterstellt.
Im September 1943 übernahm die Heeresgruppe, bestehend aus drei Korps, der Festung Kreta sowie der Sturmdivision Rhodos, nach der Kapitulation der italienischen Besatzungsmacht (vgl. Fall Achse) die alleinige Verantwortung für die Sicherung des besetzten Griechenlands. Im Spätsommer 1944 stand sie mit ca. 300.000 Mann in Griechenland, auf den ionischen und auf den Ägäischen Inseln sowie auf Kreta. Ihr stand die kommunistische Volksbefreiungsarmee ELAS mit etwa 20.000 Partisanen gegenüber, außerdem noch etwa 8.000 national-monarchistische Aufständische.
Als die Kämpfe in Rumänien im Sommer 1944 sich zur deutschen Niederlage entwickelten, begann die Heeresgruppe E den Rückzug von den griechischen Inseln und vom Festland. Der Rückzug aus dem südlichen Balkanraum verlief erfolgreich. Bis Ende 1944 glückte es der Heeresgruppe, die Angriffe sowjetischer und bulgarischer Truppen sowie der jugoslawischen Volksbefreiungsarmee abzuwehren. An der bosnisch-mazedonischen Grenze konnte sie eine stabile Verteidigungsstellung aufbauen. Im Herbst 1944 eroberten die 2. und 3. Ukrainische Front zusammen mit der jugoslawischen Volksbefreiungsarmee im Rahmen der Belgrader Operation Zentralserbien. Die sowjetischen Truppen wurden danach auf den ungarischen Kriegsschauplatz (Kampf um Ungarn, Schlacht um Budapest) abgezogen. Das rettete die Heeresgruppe E und die 2. Panzerarmee, die sich nun über Südwestserbien, das nördliche Montenegro und schließlich Südostbosnien in Richtung Kroatien absetzen konnten.
In den folgenden Monaten versuchte der Oberbefehlshaber der Heeresgruppe, Generaloberst Alexander Löhr, der Ende März 1945 wieder die Stellung des Oberbefehlshabers Südost übernahm, den Unabhängigen Staat Kroatien gegen die Volksbefreiungsarmee zu halten. Eine am 12. April 1945 begonnene Großoffensive der Volksbefreiungsarmee trieb die deutschen Truppen im slowenisch-österreichischen Grenzgebiet zusammen. Nur wenige Verbände entkamen und kapitulierten schließlich gegenüber britischen Streitkräften, die die Steiermark und Kärnten besetzt hatten. Alexander Löhr erreichte eine Teilübereinkunft mit dem britischen Oberbefehlshaber zur Aufnahme der deutschen Verbände. Die Masse der Heeresgruppe befand sich aber am Tag der Kapitulation, dem 8. Mai 1945, noch drei Tagesmärsche von der österreichischen Grenze entfernt. Bis zum 15. Mai gelang zahlreichen Verbänden noch die Flucht nach Österreich. 150.000 deutsche Soldaten der Heeresgruppe wurden von Titos Verbänden gefangen genommen. Zu diesem Zeitpunkt bestand die Heeresgruppe E aus sieben deutschen Divisionen, zwei Kosaken-Divisionen des XV. Kosaken-Kavallerie-Korps und neun kroatischen Divisionen. 220.000 Angehörige der mit der Heeresgruppe E nach Österreich geflohenen kroatischen Streitkräfte wurden nach ihrer Kapitulation von den Briten an die Tito-Partisanen ausgeliefert; mehrere Tausend von ihnen wurden anschließend im Massaker von Bleiburg getötet.

## Organisation
Heeresgruppen-Truppen
- Heeresgruppen-Nachrichten-Regiment 521

Unterstellte Großverbände
| Datum                      | Unterstellte Großverbände |
| -------------------------- | --- |
| Februar 1943               | 22., 187., 369., 373., 704., 714., 717. und 718. Infanterie-Division, Festungsbereich Kreta, 11. Luftwaffen-Felddivision, 7. SS-Freiwilligen-Gebirgs-Division „Prinz Eugen“, italienische Division Siena |
| Mai 1943                   | 22., 118., 187., 369. und 373. Infanterie-Division, 104. und 114. Jäger-Division, Festungsbereich Kreta, 11. Luftwaffen-Felddivision, 1. Gebirgs-Division, 7. SS-Freiwilligen-Gebirgs-Division „Prinz Eugen“, italienische Division Siena                                                                                              |
| Juni 1943                  | 22., 118., 187., 369. und 373. Infanterie-Division, 100., 104., 114. und 117. Jäger-Division, Festungsbereich Kreta, 11. Luftwaffen-Felddivision, 1. Gebirgs-Division, 7. SS-Freiwilligen-Gebirgs-Division „Prinz Eugen“, 1. Panzer-Division, LXVIII. Armeekorps, italienische Division Siena, verschiedene Bulgarische Armeeeinheiten |
| Juli 1943                  | 22., 118., 187., 369. und 373. Infanterie-Division, 100., 104. und 114. Jäger-Division, Festungsbereich Kreta, 11. Luftwaffen-Felddivision, 1. Gebirgs-Division, 7. SS-Freiwilligen-Gebirgs-Division „Prinz Eugen“, Sturmdivision Rhodos, LXVIII. Armeekorps, italienische Division Siena, verschiedene Bulgarische Armeeeinheiten     |
| August 1943                | 22., 118., 187., 297., 369. und 373. Infanterie-Division, 100., 104. und 114. Jäger-Division, Festungsbereich Kreta, 11. Luftwaffen-Felddivision, 7. SS-Freiwilligen-Gebirgs-Division „Prinz Eugen“, Sturmdivision Rhodos, LXVIII. Armeekorps, italienische Division Siena, verschiedene Bulgarische Armeeeinheiten                    |
| September 1943             | 22. Infanterie-Division, Festungsbereich Kreta, Sturmdivision Rhodos, XXII. Gebirgs-Armee-Korps, 7. Bulgarische Division |
| Oktober 1943               | 22. Infanterie-Division, Festungsbereich Kreta, Sturmdivision Rhodos, 114. Jäger-Division, 11. Luftwaffen-Felddivision, Division Brandenburg, LXVIII. Armeekorps, XXII. Gebirgs-Armeekorps, 7. Bulgarische Division |
| November und Dezember 1943 | 22. Infanterie-Division, Festungsbereich Kreta, Sturmdivision Rhodos, LXVIII. Armeekorps, XXII. Gebirgs-Armeekorps, 7. Bulgarische Division |
| April 1944                 | 22. und 133. Festungs-Division, Sturmdivision Rhodos, 4. SS-Polizei-Panzergrenadier-Division, 104. Jäger-Division, LXVIII. Armeekorps, II. Bulgarisches Armeekorps |
| August bis Oktober 1944    | 22. und 133. Festungs-Division, Festungsbrigaden 938, 967 und 939, 11. Luftwaffen-Felddivision, Sturmdivision Rhodos, 4. SS-Polizei-Panzergrenadier-Division, 104. Jäger-Division, LXVIII. und LXXXXI. Armeekorps, XXII. und XXI. Gebirgs-Armeekorps, II. Bulgarisches Armeekorps                                                      |
| November 1944              | 22. und 133. Festungs-Division, Festungsbrigaden 939, und 968, LXXXXI. Armeekorps, XXII. und XXI. Gebirgs-Armeekorps sowie Armeekorps Müller |
| Januar 1945                | 22. und 133. Festungs-Division, Festungsbrigaden 939, und 968, XV. und XXI. Gebirgs-Armeekorps, XXXIV. und LXXXXI. Armeekorps, Armeekorps Müller, V. SS-Gebirgskorps |
| Februar 1945               | XV. und XXI. Gebirgs-Armeekorps, XXXIV. und LXXXXI. Armeekorps |
| März 1945                  | XV. Gebirgs-Armeekorps, XXXIV. und LXXXXI. Armeekorps |
| April 1945                 | XV. und XXI. Gebirgs-Armeekorps, XXXIV., LXIX., LXXXXVII. und LXXXXI. Armeekorps, XV. SS-Kosaken-Kavalleriekorps |
| Mai 1945                   | 2. Panzerarmee, XV. und XXI. Gebirgs-Armeekorps, XXXIV., LXIX., LXXXXVII. und LXXXXI. Armeekorps, XV. SS-Kosaken-Kavalleriekorps |

## Oberbefehlshaber
- 1. Januar 1943 Generaloberst Alexander Löhr